# Västra Laxsjön
Västra Laxsjön är en sjö i Laxå kommun i Närke och ingår i Norrströms huvudavrinningsområde. Sjön har en area på 9,1 kvadratkilometer och ligger 130 meter över havet. Sjön avvattnas av vattendraget Norrström (Eskilstunaån).

## Delavrinningsområde
Västra Laxsjön ingår i det delavrinningsområde (653474-143283) som SMHI kallar för Utloppet av Västra Laxsjön. Medelhöjden är 141 meter över havet och ytan är 38,35 kvadratkilometer. Räknas de 6 avrinningsområdena uppströms in blir den ackumulerade arean 96,55 kvadratkilometer. Avrinningsområdets utflöde Norrström (Eskilstunaån) mynnar i havet. Avrinningsområdet består mestadels av skog (61 procent). Avrinningsområdet har 9,63 kvadratkilometer vattenytor vilket ger det en sjöprocent på 25,1 procent. Bebyggelsen i området täcker en yta av 0,38 kvadratkilometer eller 1 procent av avrinningsområdet.